# Heliconius curvifascia
Heliconius curvifascia är en fjärilsart som beskrevs av Talbot 1928. Heliconius curvifascia ingår i släktet Heliconius och familjen praktfjärilar. Inga underarter finns listade i Catalogue of Life.